# Orne (riu)
El riu Orne (Ptolémée Olina) és un riu de França, el major dels rius costaners de Normandia. Neix a 218 m sobre el nivell del mar a Aunou-sur-Orne, a la Perche, al departament de l'Orne, i desemboca a Ouistreham, al Canal de la Mànega, després d'un curs de 175 km. La seva conca té una superfície de 2.928 km².
Rega els departaments de l'Orne i Calvados. En el seu recorregut travessa les viles d'Argentan i Caen. Entre Caen i Ouistreham corre parell un canal paral·lel, inaugurat el 1857, destinat a facilitar la navegació fins al port de Caen, tot i que actualment és poc actiu, car l'activitat portuària se centra a Ouistreham.